# Nia Long
Nia Talita Long (New York, 30 ottobre 1970) è un'attrice statunitense.

## Biografia
Nata a Brooklyn, figlia di Talita e Doughtry "Doc" Long, due insegnanti originari di Trinidad e Tobago che divorziarono quando aveva 2 anni. Frequenta la scuola cristiana della St. Mary's Academy, dove studia, balletto, ginnastica, chitarra e recitazione, in seguito si diploma alla Westchester High School.
Il suo debutto cinematografico risale al 1990 nel film Sepolti vivi. L'anno seguente partecipa al film di John Singleton Boyz n the Hood - Strade violente.
Dal 1991 al 1993 interpreta il ruolo di Katherine 'Kat' Speakes nella soap opera Sentieri e, sempre nel 1993, recita nel film Made in America, recitando al fianco di Whoopi Goldberg, Ted Danson e Will Smith. Con quest'ultimo lavora nuovamente nella sit-com Willy, il principe di Bel-Air, dove ha interpretato la fidanzata di Willy, Lisa Wilkes.
Nel 1999 recita nei film The Best Man, Stigmate e nella commedia indipendente Il club dei cuori infranti. L'attrice è conosciuta anche per la sua partecipazione alla serie tv Squadra emergenza dove interpretava l'ufficiale Sasha Monroe.
Nel 2000 interpreta la parte della nipote nel film Big Mama insieme a Martin Lawrence.
Nel 2002 ha interpretato Lou in Occulte presenze.
Nel 2004 recita nel film Alfie e l'anno seguente recita al fianco di Ice Cube nella commedia Io, lei e i suoi bambini, come anche nel sequel del 2007 Finalmente a casa; sempre nel 2007 recita nel film Premonition con Sandra Bullock.
L'attrice ha co-diretto alcuni videoclip tra cui Baby di Ashanti ed è apparsa nei video Touch the Sky di Kanye West; nel 2007-2008 Nia Long è stata impegnata nella serie televisiva Big Shots.
Nel 2024 viene annunciato il suo ruolo nel film Michael, biopic di Michael Jackson, nel ruolo della madre della popstar, Katherine Jackson.

## Filmografia

### Attrice

#### Cinema
- Sepolti vivi (Buried Alive), regia di Gérard Kikoïne (1990)
- Boyz n the Hood - Strade violente (Boyz n the Hood), regia di John Singleton (1991)
- Made in America, regia di Richard Benjamin (1993)
- Ci vediamo venerdì (Friday), regia di F. Gary Gray (1995)
- Soul Food - I sapori della vita (Soul Food), regia di George Tillman Jr. (1997)
- Butter, regia di Peter Gathings Bunche (1998)
- The secret laughter of women (1999)
- The Best Man, regia di Malcolm D. Lee (1999)
- Uno spostato sotto tiro (Held Up), regia di Steve Rash (1999)
- Stigmate (Stigmata), regia di Rupert Wainwright (1999)
- 1 km da Wall Street (Boiler Room), regia di Ben Younger (2000)
- Big Mama (Big Momma's House), regia di Raja Gosnell (2000)
- Alfie, regia di Charles Shyer (2004)
- Io, lei e i suoi bambini (Are We There Yet?), regia di Brian Levant (2005)
- FBI: Operazione tata (Big Momma's House 2), regia di John Whitesell (2006)
- Premonition, regia di Mennan Yapo (2007)
- Finalmente a casa (Are We Done Yet?), regia di Steve Carr (2007)
- Mooz-Lum, regista di Qasim Basir (2010)
- The Best Man Holiday, regia di Malcolm D. Lee (2013)
- Il club delle madri single (The Single Moms Club), regia di Tyler Perry (2014)
- Keanu, regia di Peter Atencio (2016)
- Roxanne Roxanne, regia di Michael Larnell (2017)
- Lemon, regista di Janicza Bravo (2017)
- 47 metri - Uncaged (47 Meters Down: Uncaged), regia di Johannes Roberts (2019)
- The Banker, regia di George Nolfi (2020)
- Relazione pericolosa (Fatal Affair), regia di Peter Sullivan (2020)
- Life in a Year, regia di Mitja Okorn (2020)
- Linee parallele (Look Both Ways), regia di Wanuri Kahiu (2022)
- Missing, regia di Will Merrick e Nick Johnson (2023)
- You People, regia di Kenya Barris (2023)
- Michael, regia di Antoine Fuqua (2026)

#### Televisione
- 227 - serie TV, episodio 1x20 (1986)
- Disneyland - serie TV, 1 episodio (1986)
- Sentieri (The Guiding Light) - serie TV (1991-1993)
- Living Single - serie TV, episodio 1x13 (1993)
- Willy, il principe di Bel-Air (The Fresh Prince of Bel-Air) - serie TV, 16 episodi (1991-1995)
- Live Shot - serie TV, 1 episodio (1995)
- E.R. - Medici in prima linea (ER) - serie TV, episodio 2x15 (1996)
- Moesha - serie TV, 2 episodi (1996)
- Black Jaq, regia di Forest Whitaker - film TV (1998)
- Women, regia di Jane Anderson e Martha Coolidge - film TV (2000)
- Giudice Amy (Judging Amy) - serie TV, 6 episodi (2001-2002)
- Oscure presenze (Sightings: Heartland Ghost), regia di Brian Trenchard-Smith - film TV (2002)
- Squadra emergenza (Third Watch) - serie TV, 45 episodi (2003-2005)
- Everwood - serie TV, episodio 4x16 (2006)
- Boston Legal - serie TV, 3 episodi (2007)
- Big Shots - serie TV, 11 episodi (2007-2008)
- Chase - serie TV, episodio 1x13 (2011)
- House of Lies - serie TV, 8 episodi (2013)
- Sit Down with the Stars - serie TV, 1 episodio (2014)
- The Divide - serie TV, 8 episodi (2014)
- Mio zio Buck (Uncle Buck) - serie TV, 8 episodi (2016)
- Hand of God - serie TV, 5 episodi (2017)
- Dear White People - serie TV, 3 episodi (2017)
- Beaches, regia di Allison Anders - film TV (2017)
- Empire - serie TV, 8 episodi (2017)
- NCIS: Los Angeles - serie TV, 30 episodi (2017-2018)
- The Best Man: The Final Chapters - serie TV, 8 episodi (2022)

### Doppiatrice
- The Cleveland Show -  Roberta Tubbs (ep. 1x01-1×13) (2009-2010)

## Doppiatrici italiane
Nelle versioni in italiano delle opere in cui ha recitato, Nia Long è stata doppiata da:
- Alessandra Cassioli in Soul Food - I sapori della vita, Stigmate, Big Mama, FBI - Operazione Tata, The Best Man, The Best Man Holiday, Il club delle madri single, NCIS: Los Angeles, The Banker, Life in a Year - un anno ancora
- Chiara Colizzi in Willy, il principe di Bel-Air, Made in America, Relazione pericolosa
- Laura Romano in Everwood, Premonition, Linee parallele
- Rossella Acerbo in Il club dei cuori infranti, Squadra emergenza
- Tiziana Avarista in Io, lei e i suoi bambini, Finalmente a casa
- Laura Lenghi in 1 km da Wall Street
- Francesca Guadagno in Alfie
- Federica De Bortoli in Boston Legal
- Elisabetta Spinelli in Sentieri
- Claudia Catani in Missing
- Antonella Baldini in You People